# サスペンダーズのモープッシュ!!
『サスペンダーズのモープッシュ!!』は、 2022年4月3日からSBSラジオにより制作されているお笑いコンビ・サスペンダーズ（古川彰悟、依藤たかゆき）がパーソナリティを担当するラジオ番組。

## 概要
2021年4月からインターネット放送局Cwaveの配信番組として放送を開始し人気を博し2022年4月3日からSBSラジオで放送を開始した。タイトルの『モープッシュ』は放送開始時期にサスペンダーズが東京03・飯塚悟志にプッシュして貰っていた事から『色々な人にプッシュして貰いたい』とういう意味が込められている。放送終了後にPodcast、Spotify、Radiotalkで本放送とアフタートークを配信している。番組公式ハッシュタグは『#モープッシュ』。
2025年6月15日の放送内で7月からの番組の放送時間が23時30分からになる事を発表。

## 放送時間
- 毎週月曜日 0:00 - 0:30（日曜日24:00 - 24:30、2022年4月3日 - 2025年6月29日 ）
- 毎週日曜日 23:30 - 0:00（2025年7月6日 - ）

## コーナー
本放送に加えて、アフタートーク限定コーナーも存在する。
| 現在のコーナー |
セックスって素晴らしい
リスナーが思う理想のセックスを募集するコーナー。コーナー中古川は『マスターオブセックス古川』を名乗る。ネタを読み上げた後に古川が『ナイスセックス』『グレイトセックス』『ファンタスティックセックス』『アメイジングセックス』の四段階から判定を行う。全てネタを読み終えた後に古川が『MVS （ Most Valuable Sex ）』を独断で決定する。Cwave時代から続く番組を代表するコーナー。通称『セクすば』。スペシャル企画として『ファンタスティックセクすばフェスティバル』と『輝く！日本セクすば大賞』を年に一度放送している。

いいねプッシュマン依藤
エゴサ廃人・怒涛のいいねプッシュマン依藤が『いいね』しそうなつぶやきを募集するコーナー。つぶやきだけでなく、いいねプッシュマン依藤の前口上も募集している。

セクめし
セックスにまつわるご飯『セクめし』（セックス前・セックス中・セックス後に食べたご飯）のエピソードを募集するコーナー。セックスをした事がないリスナーからはオナニーにまつわるご飯『オナめし』のエピソードを募集している。またメール本文に『#セクめし』（オナめしの場合は『#オナめし』）の記載がないとメールが無効となってしまう。

さすがにしんどすぎるわ
キングオブコントの予選に生乾きのTシャツを着てきた古川に対して、怒りと悲しみと諦めが入り混じった感情で『あのぉ・・・さすがにしんどすぎるわ』と嘆いた依藤。依藤と同じマインドを持った依藤たかゆきリスナー達がどんなしんどすぎる事に嘆いていたのか募集するコーナー。

古川さんならわかってくれますよね?
周りにいる人には共感されないけど、ナチュラルボーン生きづらい芸人の古川ならわかってくれそうな事を募集するコーナー。

SBS都市伝説
静岡の覇権を掌握する影の組織『エスビーエス』。ガセかマコトかわからない秘密結社SBSにまつわる都市伝説を募集するコーナー。依藤が旅行で静岡とSBS周辺を訪れたトークをした事がキッカケで誕生したコーナー。

依藤のフリートーク
依藤が今週あった出来事をトークするコーナー。リスナーからはコーナー紹介前口上とコーナー紹介BGMを募集している。

古川ガクトの教えてくれ!
GACKTがXに投稿した『話は変わるが20代の4割が童貞だって聞いたが??みんなもっとSEXしろ!なんで20代で4割も童貞がいるんだ? 教えてくれ!』というポストに共鳴した古川。GACKTと同じマインドを持ったGACKTリスナーからセックスにまつわる噂や疑問のポストを募集するコーナー。アフタートーク限定コーナーだったが好評につき本編に昇格した。

| 終了したコーナー |
古川家の食卓
常識や先入観に囚われない男・古川彰悟が使いそうな生活の裏ワザを募集するコーナー。

デイ・ドリーム・ビリーバー
リスナーが今週ずっと何をしていたのか、『THE TIMES/デイ・ドリーム・ビリーバー』に乗せて紹介するコーナー。曲を使用する為、地上波限定のコーナー。

これは恥ずかしくないんですか?
『この人Lチキをバンズに挟んで食べるんだ・・・』と思われるのが恥ずかしくてローソンのLチキバンズが買えない古川。そんな恥じらいのスペシャリスト古川に『これは恥ずかしくないんですか?』という気付きを募集し古川に与えるコーナー。
世直し人 古川
世間の常識や習慣に対する新提案を募集するコーナー。新提案は古川が『否決』か『可決』かを判定する。新提案のテーマは毎回変更される。古川が大学時代の同級生の結婚式で御祝儀を渡さなかった件についてトークした事がキッカケで誕生したコーナー。

## ゲスト
- 2022年7月31日 - かが屋（古川の新型コロナウイルス感染に伴うピンチヒッター）[7]
- 2022年9月4日 - Yes!アキト[8]
- 2022年9月25日 - 赤もみじ村田（古川の新型コロナウイルス感染に伴うピンチヒッター）[9]
- 2022年11月20日 - 赤もみじ村田[10]
- 2022年12月18日 - 元赤もみじ村田（依藤の新型コロナウイルス感染に伴うピンチヒッター、赤もみじは同年11月に解散）[11]
- 2023年2月12日 - 大島麻衣[12]
- 2023年3月5日 - 村田大樹（元赤もみじ）[13]
- 2023年4月23日 - 春とヒコーキ[14]
- 2023年5月7日 - 春とヒコーキ（同年4月23日出演分の未公開音源をオンエア）[15]
- 2023年5月23日 - ぱーてぃーちゃん信子・金子きょんちぃ（古川のフィリピンロケ[16]に伴うピンチヒッター）[17]
- 2023年7月30日 - パーパーほしのディスコ[18]
- 2023年8月20日 - 松本優月[19]
- 2023年11月26日 - デンコーセッカ生田いく[20]
- 2024年2月18日 - ラブレターズ[21]
- 2024年6月16日 - フランツ 土岐真太郎
- 2024年9月1日 - ひつじねいり
- 2024年11月3日 - かが屋 賀屋壮也
- 2024年11月10日 - ガクヅケ木田
- 2025年1月12日 - 日向坂46 小坂菜緒・正源司陽子・藤嶌果歩
- 2025年1月19日 - ラブレターズ
- 2025年2月9日 - きしたかの 岸大将
- 2025年6月8日 - きしたかの 高野正成

## イベント

### サスペンダーズのモープッシュって素晴らしい!!
- 2024年3月3日、西新宿ナルゲキ[22]
- ゲスト：村田大樹（ド桜[23]）、酒井健太（アルコ&ピース）
- コメントゲスト：きしたかの

### モープッシュトークライブ 静岡&KOS編
- 2024年10月13日、西新宿ナルゲキ

### サスペンダーズのモープッシュって素晴らしい!!〜狸編〜
- 2025年3月8日、西新宿ナルゲキ
- ゲスト：春とヒコーキ、渡部おにぎり（金の国）
- コメントゲスト：山名大貴（パンプキンポテトフライ）

### サスペンダーズのモープッシュって素晴らしい!!〜髑髏編〜
- 2025年3月8日、西新宿ナルゲキ
- ゲスト：三四郎
- コメントゲスト：賀屋壮也（かが屋）

## テーマ曲
- オープニング：カルメラ/BLOW-UP
- エンディング：錯乱前戦/恋をしようよ

## スタッフ
- 構成：長原[24]
- ディレクター：寺岡俊治[25]